# Flóra Molnár
Flóra Molnár (Nagykanizsa, 2 de março de 1998) é uma nadadora húngara.

## Carreira

### Rio 2016
Molnár competiu nos 50 m livre feminino nos Jogos Olímpicos de Verão de 2016, sendo eliminada nas eliminatórias.